# Sinodonti in Sundadonti
V antropologiji so sinodonti in sundadonti dva različna vzorca značilnosti denticije/ugriza pri populacijah vzhodne Azije znotraj večjega "zobnih vzorcev rumene rase", ki ga je leta 1966 definiral Hanihara, leta 1984 pa ločil na omenjeni skupini. Sundadonti so splošno bližje avstraloidni morfologiji s starejšim nasledstvom kot sinodonti.
predpona sino- se na naša na Kitajsko, sunda- pa na Sundaland/regijo Sunda, pripona -dont pa na zobe.

## Opis
Turner je prepoznal vzorec sundadontov v ostankih okostij ljudstva Džomon na Japonskem in med tajvanskimi staroselci, Filipinci, Indonezijci, Borneanci in Malezijci. Vzorec sinodontov je našel med Kitajci Han, Mongolci, prebivalci vzhodne Sibirije, ameriškimi staroselci in pripadniki ljudstva Jajoj na Japonskem. 
Sinodontizem je poseben vzorec zob z naslednjimi značilnostmi:
- Zgornji prvi in drugi sekalci so v obliki lopate in niso poravnani z drugimi zobmi.[3]
- Zgornja prva ličnika imata eno korenino (pri beli rasi navadno dve), spodnja prva kočnika pa tri (pri beli rasi navadno dve).[4]

## Uporabnost
V devetdesetih letih je postala morfološka metoda novo orodje za preučevanje človeških migracij poleg jezikoslovne in genetske. Danes je največ referenc na Turnerjevo delo glede izvora Paleoindijancev in sodobnih ameriških domorodcev, tudi pri sporu glede moža iz Kennewicka. Turner je ugodotovil, da so si ostanki zob starodavnih in sodobnih ameriških staroselcev bolj podobni med seboj kot v primerjavi s prebivalci drugih celin in da so verjetno izvirali iz severovzhoda Azije (sinodonti). Kasnejše študije so našle tudi značilnosti sundadontov pri nekaterih ameriških ljudstvih.
Leta 1996 je raziskovalka Rebecca Haydenblit preučevala denticijo štirih predkolumbijskih srednjeameriških populacij in jih primerjala z drugimi pripadniki rumene rase. Ugotovila je, da so populacije Tlatilco, Cuicuilco, Monte Albán in Cholula sundadonti, ki so značilni za jugovzhodno Azijo.